# Pseudachorudina pacifica
Pseudachorudina pacifica är en urinsektsart som först beskrevs av Womersley 1936.  Pseudachorudina pacifica ingår i släktet Pseudachorudina och familjen Neanuridae. Inga underarter finns listade i Catalogue of Life.